# Сковно, Абрам Андреевич
Абра́м Андре́евич (Анцелович) Ско́вно (1888—1938) — деятель российского революционного движения. Член РСДРП(б) с 1903 года.

## Биография
Родился 8 (20) сентября 1888 года в Риге в семье сапожника, люцинского мещанина Анцела Мовшевича Скавно (1853—?) и его жены Ханы-Мирьям Иосифовны (в девичестве Смоленской, 1863—?). Получил домашнее образование, трудился щетинщиком. Член РСДРП(б) с 1903 года. Работал в Риге в организациях ЛСДРП под партийном кличком Абрам и в рабочих организацих. В 1904 году был арестован на короткий срок. Во время Революции 1905 года член рабочей дружины.
В 1906 году арестован и 2 декабря временным военным судом в Риге за передачу солдату нелегальной брошюры был осужден по ч. 2 статьи 129 Уголовного уложения («за распространение сочинений, возбуждающих к ниспровержению существующего в государстве общественного строя»). Приговорён к ссылке на поселение. Наказание отбывал в Шелаевской волости Енисейской губернии.
Через год (1907) бежал в Ригу, а оттуда за границу. С 1910 года жил во Франции, входил в Парижскую секцию РСДРП(б) и в том же году познакомился с В. И. Лениным. С 1914 года находился в Швейцарии. Участвовал в партийных конференциях 1912—1915 годов. Вернулся в Россию в пломбированном вагоне в составе группы эмигрантов во главе с Лениным в апреле 1917 года.
После Октябрьской революции — на партийной и хозяйственной работе в Москве, в том числе в Центроспирте. Член Общества бывших политкаторжан и ссыльнопоселенцев (членский билет № 1099).
В январе 1925 года в журнале «Московский служащий» опубликовал воспоминания о Ленине.
В конце 1930-х возглавлял шинно-ремонтную контору управления «Главрезина» Наркомата тяжелой промышленности СССР. Проживал в Москве по адресу Большой Афанасьевский переулок, д. 35/37, кв. 62. Был арестован 24 июня 1938 года и обвинён в «участии в контрреволюционной террористической организации». Приговорён ВКВС СССР 16 сентября 1938 года к ВМН, в тот же день расстрелян. Похоронен в Московской области (полигон «Коммунарка»).
Реабилитирован 4 апреля 1957 года. Упомянут старшей сестрой Раисой, также участвовавшей в революционной движении, в её статье о Ленине, опубликованной в 1966 году в журнале «Огонёк».

## Семья
- сестра: Сковно, Раиса Андреевна (1883—1967) — деятель революционного движения, член РСДРП(б) с 1905 года.
- жена: Арманд-Константинович, Анна Евгеньевна (1866—1939) — сестра мужей Инессы Арманд, деятель революционного движения, после революции работала в Коминтерне, умерла в заключении[1][10].